# Pflege-Weiterentwicklungsgesetz
Das Pflege-Weiterentwicklungsgesetz ist ein deutsches Artikelgesetz, das die Pflegeversicherung besser auf die Bedürfnisse der Pflegebedürftigen und ihrer Angehörigen ausrichten soll.
Das Pflege-Weiterentwicklungsgesetzes besteht aus vierzehn Artikeln. Artikel 1 und 2 ändern das Elfte Buch Sozialgesetzbuch (SGB XI). Artikel 3 enthält das neue Gesetz über die Pflegezeit (Pflegezeitgesetz), mit dem eine Pflegezeit eingeführt werden soll.

## Pflegespezifische Regelungen
Das Gesetz sieht unter anderem die Schaffung von Pflegestützpunkten und die Einführung einer Pflegezeit vor. Ambulante und stationäre Leistungen sollen schrittweise angehoben werden. Auch Menschen mit der so genannten Pflegestufe 0 sollen künftig Leistungen erhalten können. Zur Finanzierung dieser Maßnahmen soll der Beitragssatz um 0,25 Prozentpunkte erhöht werden.
Die Pflegestützpunkte sollen durch die Pflegekassen aufgebaut werden. Der Vorschlag des Deutschen Vereins für öffentliche und private Fürsorge, diese Aufgabe den Kommunen zu übertragen, wurde vom Gesetzgeber nicht aufgegriffen.
Außerdem sollen mit dem Pflege-Weiterentwicklungsgesetz Pflegebedürftige und deren Angehörige zukünftig über die Qualität jeder Pflegeeinrichtung informiert werden. Die Prüfungen der Pflegeeinrichtungen mussten in einer ersten Runde bis Ende 2010 abgeschlossen sein. Nun erfolgen sie jährlich. Beurteilt wird ähnlich dem Schulnotenprinzip von „sehr gut“ bis „mangelhaft“.
Der Medizinische Dienst der Krankenversicherung (MDK) überprüft Pflegeeinrichtungen und erstellt eigene Qualitätsberichte. Diese werden aber nicht veröffentlicht. Stattdessen muss sich der MDK bei der Bewertungssystematik an die „Transparenzvereinbarung für Pflegeheime“ halten, die seit Anfang des Jahres gilt. Sie ist für alle Pflegekassen und deren Verbände sowie für die zugelassenen Pflegeeinrichtungen verbindlich.
Stationäre Pflegeeinrichtungen werden anhand von 82 Kriterien beurteilt, die wiederum in fünf Themenbereiche geordnet sind (ambulante Pflegeeinrichtungen werden grundsätzlich nach derselben Systematik beurteilt; allerdings gibt es hier nur vier Themenbereiche und 49 Kriterien):
- Pflege und medizinische Versorgung (35 Kriterien)
- Umgang mit demenzkranken Bewohnern und anderen gerontopsychiatrisch veränderten Menschen (10 Kriterien)
- soziale Betreuung und Alltagsgestaltung (10 Kriterien)
- Wohnen, Verpflegung, Hauswirtschaft und Hygiene (9 Kriterien)
- Befragung der Bewohner (18 Kriterien)

Aus den Ergebnissen der ersten vier Themenbereiche wird eine Gesamtnote errechnet; für die Bewohner-Befragung gibt es eine separate Note.
Kritiker bemängeln, dass die Gesamtnote für ein Pflegeheim kaum Aussagekraft habe, da alle 82 Kriterien und Themenbereiche miteinander verrechnet werden. Durch die Bildung von Mittelwerten würden einzelne und strukturelle Mängel in der Gesamtnote untergehen. So könnte ein „Mangelhaft“ bei schweren Pflegemängeln (wie zum Beispiel einem falsch behandelten Druckgeschwür) durch „regelmäßige Schulung der Mitarbeiter in erster Hilfe“ oder „mit einem Zaun gesicherte Gartenanlagen“ ausgeglichen werden.
„Nach diesem Benotungssystem wird es in Deutschland auf dem Papier keine ‚mangelhaften‘ Einrichtungen geben – selbst wenn sie mangelhaft sind“, kritisierte der Sozialverband VdK Rheinland-Pfalz, der Medizinische Dienst der Krankenversicherung (MDK) Rheinland-Pfalz und die AOK Rheinland-Pfalz in einer gemeinsamen Pressekonferenz am 28. April 2009.
Aus der Politik hat sich vor allem Christine Haderthauer, bayerische Staatsministerin für Arbeit und Sozialordnung, Familie und Frauen, gegen das Benotungssystem geäußert.

## Mitteilung von Krankheitsursachen
Artikel 6 Nr. 15 des PfWG ergänzt § 294a des Fünften Buches Sozialgesetzbuch (SGB V), der die Mitteilung von Krankheitsursachen und drittverursachten Gesundheitsschäden regelt, um folgenden Absatz:
(2) Liegen Anhaltspunkte für ein Vorliegen der Voraussetzungen des § 52 Abs. 2 vor, sind die an der vertragsärztlichen Versorgung teilnehmenden Ärzte und Einrichtungen sowie die Krankenhäuser nach § 108 verpflichtet, den Krankenkassen die erforderlichen Daten mitzuteilen. Die Versicherten sind über den Grund der Meldung nach Satz 1 und die gemeldeten Daten zu informieren.
Durch diese Ergänzung sollen die Krankenkassen in die Lage versetzt werden, Krankheitskosten von den Versicherten zurückzufordern, wenn jene die Krankheit selbst verschuldet oder zumindest zu verantworten haben. Die Krankenkassen sind bereits nach geltendem Recht befugt, Krankheitsverursacher in Regress zu nehmen. Gegenüber der Entwurfsfassung, die zu Meldungen in allen Fällen des § 52 SGB V verpflichtet hätte, wurde der Umfang der Meldepflicht jedoch auf § 52 Abs. 2 beschränkt.
Der Präsident der Bundesärztekammer, Jörg-Dietrich Hoppe, bezeichnete die Ergänzung des § 294a des Fünften Buches Sozialgesetzbuch als „Generalangriff auf die ärztliche Schweigepflicht und das verfassungsrechtlich geschützte Patientengeheimnis“.

## Dynamisierung der Versicherungsleistungen (geplant)
Nach der Einführung der gesetzlichen Pflegeversicherung im Jahre 1995 wurden bis 2008 keine Leistungsanpassungen vorgenommen, die den schleichenden Realwertverlust durch Inflation und Kostensteigerungen im Pflegebereich angemessen hätten ausgleichen können. Die Leistungssätze der Hauptleistungsarten waren bereits 1993 (!) festgelegt und bis zum Inkrafttreten der PfWG nicht mehr angepasst worden, was zu massiven Realwertverlusten führte.
Die gesetzliche Pflegeversicherung zahlte – etwa bei stationärer Pflege in einem Heim – ausschließlich für die Pflegekosten (also für den Pflegeaufwand, die medizinische Behandlungspflege und die soziale Betreuung) (Teilleistungsversicherung) und sie zahlte nur pauschale, begrenzte Beträge, die die tatsächlich anfallenden – und fortwährend steigenden – Pflegekosten in immer geringerem Maße abdeckten. Parallel dazu erhöhte sich kontinuierlich der Eigenanteil der Pflegebedürftigen. Auf diesem Wege wurde eine schleichende Privatisierung der Kosten herbeigeführt.
Im Jahre 2001 betrug dieser (durchschnittliche) Eigenanteil bereits
für Pflegestufe I – 163 Euro
für Pflegestufe II – 303 Euro und
für Pflegestufe III – 576 Euro.
Bis 2007 nahm dieser Eigenanteil weiter rasant zu.
Die (durchschnittlichen) monatlichen reinen Pflegekosten (also ohne die bei stationärer Pflege zusätzlich anfallenden Kosten für Unterkunft u. Verpflegung sowie Investitionskosten) betrugen in Deutschland im Jahre 2007:
für Pflegestufe I – 1307 Euro
für Pflegestufe II – 1733 Euro und
für Pflegestufe III – 2158 Euro.
2007 zahlte die gesetzliche Versicherung an pauschalen Beträgen hingegen nur:
für Pflegestufe I – 1023 Euro
für Pflegestufe II – 1279 Euro und
für Pflegestufe III – 1432 Euro.
Damit mussten 2007 vom Pflegebedürftigen beachtliche Eigenanteile selbst gezahlt werden:
für Pflegestufe I – 284 Euro
für Pflegestufe II – 454 Euro und
für Pflegestufe III – 726 Euro.
Bei den Gesamtkosten der Pflege (also: Pflegekosten + Kosten für Unterkunft u. Verpflegung + Investitionskosten = Heimentgelt) lagen die vom Pflegebedürftigen selbst (bzw. dessen nahen Angehörigen, bzw. vom Sozialamt/Kriegsopferfürsorge – in dieser Reihenfolge) Eigenanteile erheblich höher.
2007 waren dies:
für Pflegestufe I – 1277 Euro
für Pflegestufe II – 1447 Euro
für Pflegestufe III – 1719 Euro.
Auf dem Hintergrund/und Vorausschau dieser Entwicklung war zwar bereits im Koalitionsvertrag vom 11. November 2005 (Große Koalition CDU/CSU + SPD) unter P. 8.2. („Verbesserungen auf der Leistungsseite“) eine Dynamisierung der Versicherungsleistungen angekündigt worden:
„Die Leistungen der Pflegeversicherung sind seit 1995 unverändert geblieben und unterliegen daher einem schleichenden Wertverfall. Zunehmend müssen deshalb Pflegebedürftige von der Sozialhilfe unterstützt werden. Die Pflegeleistungen sollen daher dynamisiert werden.“
Doch erst Mitte 2008 verabschiedeten so genannten Pflege-Weiterentwicklungsgesetz wurden (a) schrittweise geringe Anpassungen bis 2012 beschlossen und (b) regelmäßige Leistungsdynamisierungen ab 2015 in § 30 SGB XI gesetzlich verankert.
Allerdings sollte diese Leistungsdynamisierung 2014 erstmals zunächst geprüft und dann ab 2015 (und von da an jeweils alle 3 Jahre) erfolgen:
„Die Bundesregierung prüft alle drei Jahre, erstmals im Jahre 2014, Notwendigkeit und Höhe einer Anpassung der Leistungen der Pflegeversicherung. Als ein Orientierungswert für die Anpassungsnotwendigkeit dient die kumulierte Preisentwicklung in den letzten drei abgeschlossenen Kalenderjahren; dabei ist sicherzustellen, dass der Anstieg der Leistungsbeträge nicht höher ausfällt als die Bruttolohnentwicklung im gleichen Zeitraum. Bei der Prüfung können die gesamtwirtschaftlichen Rahmenbedingungen mit berücksichtigt werden.“
Man hätte erwarten können, dass bei einer „Weiterentwicklung“ der Pflegeversicherung die Dynamisierung der Versicherungsleistungen schneller herbeigeführt worden wäre, aber aus Furcht vor den anfallenden Mehrkosten hielt man an 2015 fest.
Zudem ist sicher, dass bei einer dann vielleicht tatsächlich durchgeführten Dynamisierung keineswegs vorgesehen ist zuvor den bisherigen Wertverlust auszugleichen, sondern ausschließlich die dann (2015) geltenden pauschalen Leistungsbeträge der Pflegeversicherung anzupassen.
Die Pflegekosten würden dann auch weiterhin nicht vollständig durch die Versicherung abgedeckt werden, die Eigenanteile würden weiterbestehen bzw. weiter anwachsen.